# Phora contractifrons
Phora contractifrons är en tvåvingeart som beskrevs av Goto 1985. Phora contractifrons ingår i släktet Phora och familjen puckelflugor. Inga underarter finns listade i Catalogue of Life.